# ロリドゥラ属
ロリドゥラ属（ロリドゥラぞく、ロリズラ属、学名Roridula）は双子葉植物に属する食虫植物の属。南アフリカ南部（ケープ植物区）の湿地に自生する2種（R. gorgoniasとR. dentata）からなる。クロンキスト体系ではビブリス科に入れるが、新エングラー体系、APG植物分類体系では独立の単型科、ロリドゥラ科（Roridulaceae）とする。食虫植物の中でも特異な生態を示す。

## 形態
小低木で、葉は細長く、表面に密生した毛から粘液を分泌する。花は赤い両性花で、5数性、放射相称。果実は蒴果で3つに割れる。

## 生態
食虫植物に入れてはいるが、消化酵素は出さないので、"半食虫植物"とも呼ばれる。従来は死んで落ちた虫が腐敗して根から吸収されるといわれていた。
しかし現在では、捕えた虫はロリドゥラ上に生息する捕食性のカメムシであるPameridea roridulae（カスミカメムシ科）に食われ、この虫の排出物が葉から植物に吸収されることがわかっている。この虫は授粉もし、一生をロリドゥラ上で過ごす。つまりこの虫と共生していると考えることができる。

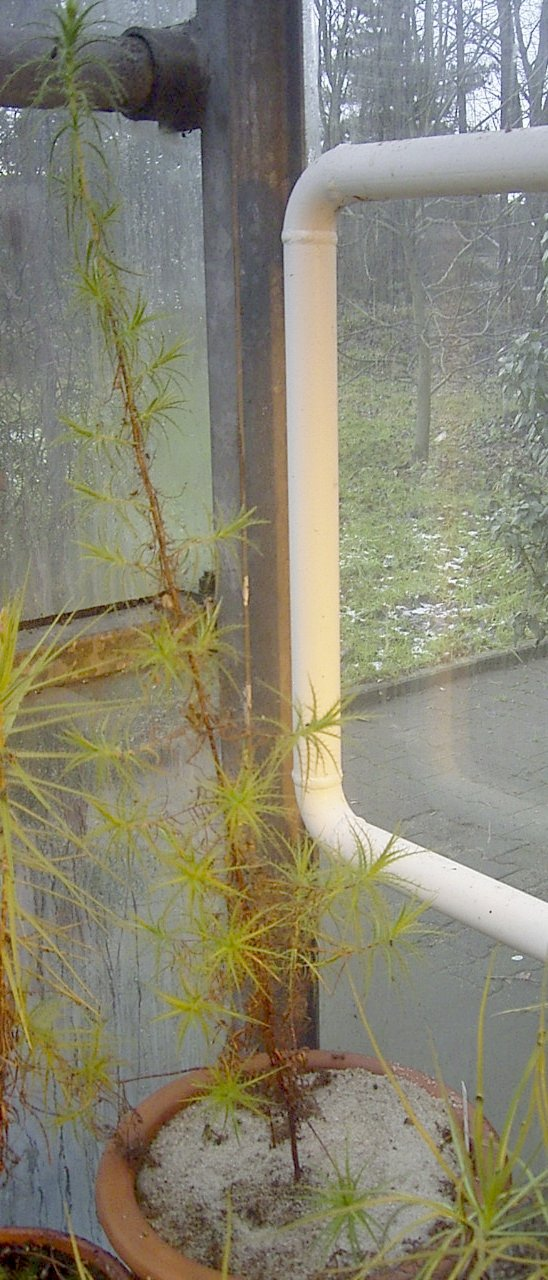
R. dentata

## 系統
従来、ロリドゥラ科の分類学上の位置は一定せず、新エングラー体系・クロンキスト体系ではビブリス科とともにバラ目に入れられていた。
APG植物分類体系による系統分類では、ビブリス科と別にしてツツジ目に入れている。マタタビ科の姉妹群で、サラセニア科ともやや近縁と考えられる。